# Хітаті-Нака

36°23′47″ пн. ш. 140°32′4″ сх. д. / 36.39639° пн. ш. 140.53444° сх. д.
Хіта́ті-На́ка (яп. ひたちなか市, ひたちなかし, МФА: [çitat͡ɕi naka ɕi̥]) — місто в Японії, в префектурі Ібаракі.

## Короткі відомості
Розташоване в східній частині префектури, у гирлі річки Нака, на березі Тихого океану. Виникло на основі сільських поселень раннього нового часу. Засноване 1 листопада 1994 року шляхом об'єднання міст Кацута та Нака-Мінато. Основою економіки є виробництво електротоварів, машинобудування і рибальство. В місті розташований японський курган Торадзука 7 століття. Станом на 1 жовтня 2007 площа міста становила 99,04 км². Станом на 1 серпня 2008 населення міста становило 155 793 осіб.

## Міста-побратими
- Насу-Сіобара, Японія (1990)
- Ісіномакі, Японія (1996)